# Soldadura per xoc
La soldadura per xoc és una forma particular de la soldadura per punts, utilitzada per unir làmines d'acer inoxidable.
S'aconsegueix prement les dues peces entre si i fent passar a través d'elles un corrent elèctric molt fort durant un lapse molt breu. En utilitzar la quantitat exacta de corrent elèctric i el temps exacte per als materials a unir, s'aconsegueix una petita zona en la qual les dues peces metàl·liques es fonen i solidifiquen en una sola. La tècnica va ser inventada a 1932 per Earl J. Ragsdale, un enginyer mecànic que treballava per a l'empresa Budd, amb el propòsit d'unir peces d'acer inoxidable utilitzades per construir el tren Pioneer Zephyr. El 1934 va rebre una patent.